# Tricyphona ailinia
Tricyphona ailinia är en tvåvingeart som först beskrevs av Alexander 1965.  Tricyphona ailinia ingår i släktet Tricyphona och familjen hårögonharkrankar. Inga underarter finns listade i Catalogue of Life.